# 교권 실추
교권 실추(敎權失墜)는 교사의 권리가 무시되는 현상을 지칭하는 말이다. 교권 붕괴(敎權崩壞), 교권 추락(敎權墜落)으로도 표현한다.

## 영향
교직에 대한 불만과 치열한 임용 고시 경쟁 등이 교사를 해외로 내몰고 있다. 취업 이민을 희망하는 현직 교사 교육대생 사범대생 등 500 여명이 취업 알선 사이트에 회원으로 등록했다. 4월 열린 미국 교사 취업 이민 설명회에는 100 여명의 현직 교사와 대학생들이 몰렸다. 교원단체총연합회가 전국 교원 2699명을 대상으로 조사한 결과 69.3%가 교직 생활에 대해 ‘그저 그렇다’거나 ‘불만족스럽다’고 대답했다.

## 원인
중요시되기 시작한 학생 인권의 반향, 입시 위주의 교육, 사교육 열풍, 가정 교육 약화, 학교 폭력 등이 원인으로 지적되기도 했다. 교권 문제가 체벌 옹호로 이어져서는 안 된다는 견해도 있다.

## 교권 실추 원인을 바라보는 시각

### 비리
최근 검찰은 부교재 채택비 명목으로 300 만원에서 1020 만원을 받은 창원, 마산 지역 교사 7명을 약식기소하고, 100 만원 이상 받은 교사 57명을 도교육청에 통보했다.현재 경남도 교육청은 이들에 대해 자체 조사를 거쳐 징계 조치를 밟을 예정이라고 한다. 관련 법령에 따르면 100 만원 이상의 금품을 받은 국가 공무원이나 지방 공무원은 파면 등의 중징계 대상이다. 지난번 학교 급식 비리에 이어 징계에 더 이상의 관용이나 온정이 뒤따라서는 안 됨을 밝힌다. 결국 문제는 그간 금품·향응 등을 제공 받은 비리 교사에 대해 내려진 처벌이 대부분 솜방망이 수준이라는 것이다. 이는 교육계의 고질적인 치부인 촌지 관행이 근절되지 않는 원인이 되고 있는 대목이기도 하다. 비리 교사에 대해 이처럼 솜방망이 처벌이 내려지는 것은 교육 당국의 느슨한 제재 탓도 무시할 수 없다. 이런 데서 교육계에 대한 불신은 증폭될 수밖에 없다.

### 정부의 정책
특히 선생님은 개혁의 대상이 아니라 개혁의 주체가 돼야 한다고 주장하는 사람이 존재한다. 학교 교육 실종 문제는 학교 개혁 만으로 해결할 수 없고, 사회 전반적으로 종합적인 개선이 필요하다. 결국 이 주장은 학생 인권 조례가 틀렸다고 보는 입장이다. 권위적인 교육청과 교장들의 학교 운영에 의해 교사들의 발언권이 묵살당하는 현실과 헌법에서 보장한 정치적 기본권조차 인정받지 못하고 있는 교사의 처지에서 오는 것이 더 본질적이라 할 수 있다.

### 교육력 약화
체벌금지 조치에 대해 교사들이 느끼는 심리적 저항은 사실 저항이라기보다는 '좌절감'이라고 보는 것이 더 정확하다고 생각한다. 왜냐하면 학교 현장에서 부딪치는 학생 지도의 어려움은 날로 커지고, 그 해결책은 잘 찾아지지 않는데 체벌금지 조치는 마치 그 원인과 책임이 교사들에게 있는 듯한 여론을 형성하고 있다고 느꼈기 때문이다. 이 점에서 교사들은 잠재적인 무기를 박탈 당했다는 생각보다는 억울하고 답답하다는 생각이 들었다. 이에 따라 충북 교육감 김병우는 "교육 방식도 옛날처럼 주입식으로 학생들을 마치 ‘로봇’식으로 교육 시킬 것이 아니라 학생들에게 ‘창발성(創發性)’이나 ‘자발성(自發性)’을 일구어 내는 수업 혁신이 필요하다"고 말하였다.

### 교권의 신장을 위해
교권을 신장 시키려면 학교 문화를 바꾸어야 한다.

## 미디어

### 학교 2013
드라마 《학교 2013》에서는 문제 학생, 체벌 문제, 수업 중 휴대전화 사용 등 현재 학교에 대한 문제들을 그리며 시청자들의 눈길을 끌었다. 하지만 이날 가장 큰 화두는 학교 내 교권 실추였다. 문제아인 정호가 교사 인재에게 대드는 모습은 간혹 사회면에서나 볼 수 있었던 ‘학생의 교사 폭력’ 문제를 사실적으로 묘사해 냈다. 정호가 기간제 교사인 인재에게 “교사도 아닌 주제에 왠 참견이냐”고 말하는 장면은 보는 이들에게 충격을 안겨주기에 충분했다. 또 잘못한 학생에게 뺨을 때린 인재에게 동료 교사들이 “지금이 어느 때인데 뺨을 때리냐. 동영상은 찍히지 않았냐”며 조언하는 장면은 씁쓸함을 자아내기에 충분했다.

## 보도 사례
- 2012년 5월 14일 대한민국의  언론인 국민일보는 한국교원단체총연합회의 온라인 설문조사를 인용, 81%가 '교직에 대한 만족도 및 사기가 최근 1∼2년간 떨어졌다'고 발표하였다.[13]
- 2011년 10월 1일 대한민국의 언론인 연합뉴스는 인천의 한 중학교의 학생들이 동급생을 상대로 사채놀이 형식의 돈놀이를 하여, 이에 대해 경찰에 고소장이 접수된 사실을 보도하였다.[14]
- 2011년 9월 4일 대한민국의 언론은 교실에서 성행위를 묘사하고 이를 촬영한 학생에 대해 보도하였다.[15]
- 2010년 12월 23일 대한민국의 언론사인 서울신문은 "선생님 몰래 춤추기 동영상…“제정신인 애가 없다”"라는 보도를 통하여 교실에서 수업 중인 학생들이 단체로 교사 몰래 춤을 추고 또 이를 동영상으로 찍은 것을 보도하였다.[16]
- 2010년 12월 21일 대한민국의 언론사인 중앙일보는 "학생이 여교사 폭행 … “첫 경험 언제” 성희롱 … 막가는 교실"이라는 제목을 기사를 보도하였다.[17]

## 외국의 사례

### 일본의 학급 붕괴
학급 붕괴(學級崩壞, 일본어: 学級崩壊 がっきゅうほうかい 갓큐호카이[*])는 일본에서 들어온 말로 교사가 학생들에 대한 통제력을 잃은 상태를 일컫는다. 일본 문부과학성(학급 경영 연구회)의 정의에 의하면, '학생이 교실 내에서 제멋대로인 행동을 하며 교사의 지도에 따르지 않고, 수업이 성립하지 않는 학급 상태가 일정 기간 이상 계속되어, 학급 담임에 의한 통상적인 방법으로는 문제를 해결할 수 없는 상태에 도달한 경우(학급으로서 기능하지 않는 상태)'이다.
이런 현상이 나타나게 된 데에는 소자녀화나 가정의 교육 능력 저하 등 다양한 요소가 관련된 것으로 지적되며, 교육·사회 문제로서 언론 등에서 다루어지고 있다. 1998년에 NHK 스페셜 '확산되는 학급 붕괴' 영상이 보도되었다.